# Alexander Anderson (matemático)
Frontispício do Supplementum Apollonii redivivi, de Alexander Anderson, 1612
Alexander Anderson (Aberdeen, c. 1592 — Paris, ca. 1620) foi um matemático escocês. Ele contribuiu, juntamente com Marin Ghetaldi e Frans van Schooten, para divulgar a nova álgebra de François Viète.

## Biografia
Ele nasceu em Aberdeen, possivelmente em 1582, conforme uma gravura que sugere que ele tinha 35 anos em 1617. Não se sabe onde ele estudou, mas é provável que tenha inicialmente estudado literatura e filosofia (as “belas letras”) em sua cidade natal, Aberdeen. Ainda jovem, ele se estabeleceu no continente e lecionou matemática como professor particular em Paris. Ele se tornou amigo de François Viète, de quem parece ter sido um dos últimos secretários, de seu compatriota James Hume e de Marin Ghetaldi. Publicou várias monografias sobre álgebra e geometria entre 1612 e 1619. Ele se descreveu como tendo “mais sabedoria do que riquezas” na dedicatória de Vindiciae Archimedis (1616).
Os herdeiros de François Viète confiaram-lhe os manuscritos do famoso algebraísta para os publicar. Parece que Pierre Aleaume, secretário do mestre das petições, passou esses manuscritos para seu filho, Jacques Aleaume, e que este os confiou a Anderson.
Embora tenha mantido uma relação breve com o matemático dos Parthenay, ficou muito triste com a sua morte e escreveu a esse respeito: prœcipiti et immature autoris fato (...) nobis certe. Iniquissimo. No entanto, não foi somente o editor dos mestres de petições de Henrique III e Henrique IV. Enriquecendo o texto de Viète e comentando-o, ele deu demonstrações próprias e produziu suas próprias aplicações à geometria analítica nascente.
As obras de Anderson cabem em seis volumes em quarto e, como o último foi publicado em 1619, é provável que seu autor tenha falecido por volta dessa data. Algumas obras de Alexander Anderson parecem ter se perdido, nomeadamente os trabalhos de estereografia e os trabalhos de medição de calibragem, inspirados em Kepler.
O matemático ragusano Marin Ghetaldi tinha grande consideração pelos trabalhos de Anderson e o matemático e filósofo Mersenne os valorizava muito, segundo Michel Chasles:
Anderson escreveu várias obras sobre a análise geométrica dos antigos, que não foram publicadas. Mersenne, em seu livro A Verdade das Ciências (1825, in-lS; p. 752), elogia muito esse geômetra que, durante sua vida, diz ele, não foi tratado de acordo com seu mérito, embora pudesse se aproximar de Arquimedes e Apolônio. Em seguida, acrescenta que Anderson havia preparado várias obras para substituir as dos antigos, que não chegaram até nós; e exorta as pessoas que as possuem a não privar as ciências delas.
Alexander era primo em primeiro grau de David Anderson de Finshaugh (ou Finzaech), que também se dedicava à matemática. Uma filha desse David Anderson teve um filho chamado James Gregory. Foi através dos documentos da família que se conseguiu saber aproximadamente a data de nascimento de Anderson.
Martin Ruzé de Beaulieu, secretário de Estado de Luís XIII, protegeu-o e Anderson foi incluído em seu testamento, segundo o historiador escocês Thomas Dempster. Segundo a mesma fonte, o tradutor de Petronius, Jean Bourdelot, dedicou-lhe sua edição do Satyricon (Paris, 1618, in −12).

## Obras
Suas obras estão divididas em seis in-quarto. Ele escreveu outras obras que se perderam. A partir de sua última obra, parece que ele escreveu outra peça, “Um Tratado sobre a Mensuração de Sólidos”, e cópias de duas outras obras, Ex. Math. e Stereometria Triangulorum Sphæricorum, estiveram na posse de Sir Alexander Hume até meados do século:
- Em 1612: Supplementum Apollonii Redivivi sive analysis problematis bactenus desiderati ad Apollonii Pergaei doctrinam a Marino Ghetaldo Patritio Regusino hujusque non ita pridem institutam, in-quarto editado em Paris.[14]
- Em 1615: Ad Angularum Sectionem Analytica Theoremata F. Vieta primum excogitata at absque ulla demonstratione ad nos transmissa, iam tandem demonstrationibus confirmata; in-quarto editado em Paris.[15][16]
- No mesmo ano: Pro Zetetico Apolloniani problematis a se jam pridem edito in supplemento Apollonii Redivivi Zetetico Apolloniani problematis a se jam pridem edito in supplemento Apollonii Redivivi; in qua ad ea quae obiter inibi perstrinxit Ghetaldus respondetur, in-quarto editado em Paris.
- Em 1615: Francisci Vietae Fontenaeensis de aequationum recognitione et emendatione tractatus duo por Alexandrum Andersonum, publicado em Paris, pela editora Jean Laquehay in-quarto, 135 p.[17]
- Em 1617: Animadversionis in Franciscum Vietam, a Clemente Cyriaco nuper editae brevis diakrisis, publicado por Jean Laquehay em Paris, contra os recentes ataques impressos por Denis Henrion contra Marino Ghetaldi.
- No mesmo ano: Vindiciae Archimedis, sive Elenchus cyclometriae novae a Philippo Lansbergio nuper editae, por Alexandrum Andersonum.
- Em 1619: Alexandri Andersoni Scoti — Exercitationum Mathematicarum Decas Prima, in-quarto publicado em Paris,[18] ler online.[19]

A morte de Alexander Anderson ou da filha de Viète interrompeu suas publicações.